# Ursula Schneider Schüttel

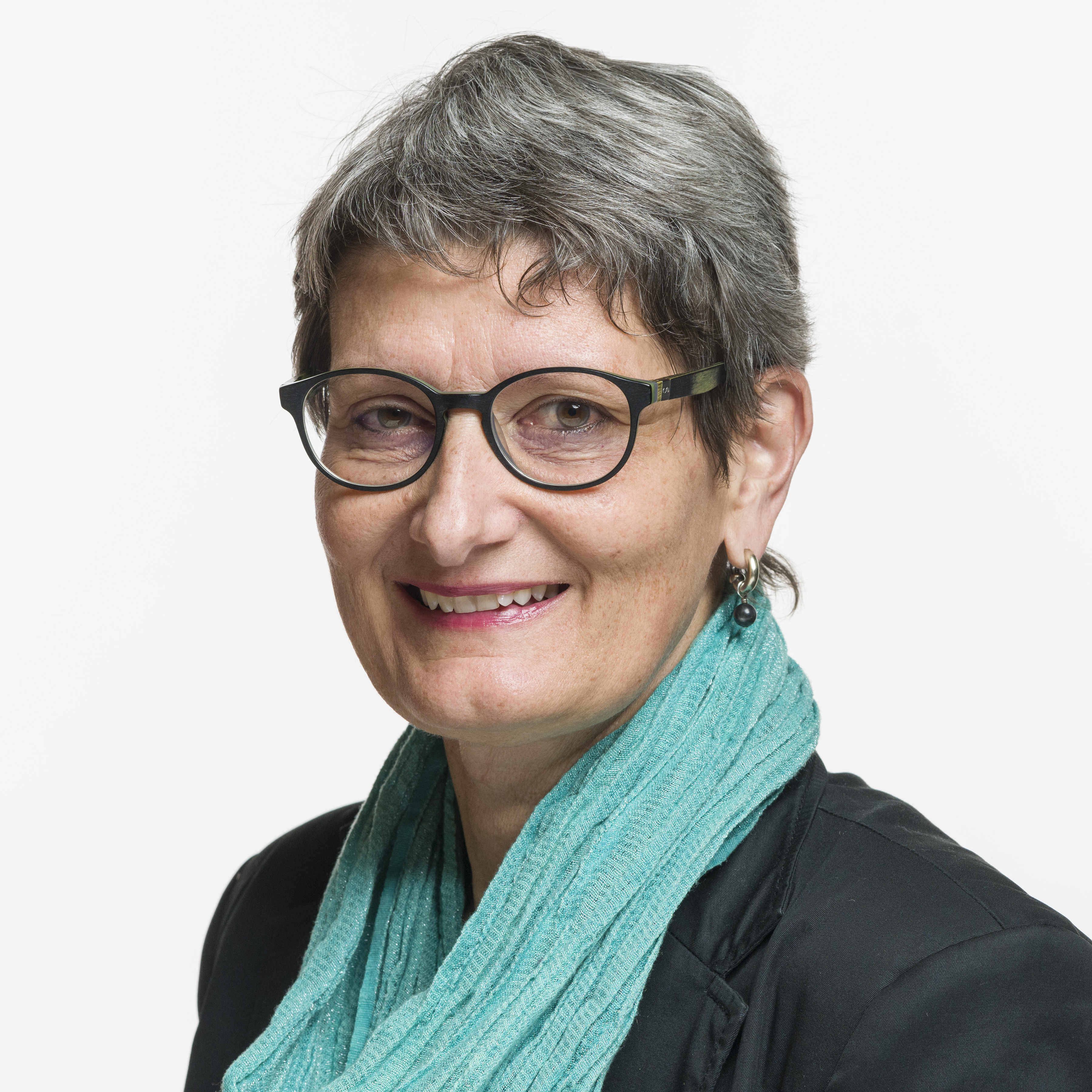
Ursula Schneider Schüttel (2019)

Ursula Schneider Schüttel (* 26. November 1961 in Bern; heimatberechtigt in Bern und Frutigen) ist eine Schweizer Politikerin (SP) und ehemalige Nationalrätin. Sie ist Präsidentin der Naturschutzorganisation Pro Natura und der Eidgenössischen Kommission gegen Rassismus.

## Biografie
Ursula Schneider Schüttel wurde 2001 in den Gemeinderat von Murten gewählt und war von 2011 bis Ende 2021 Vize-Stadtpräsidentin von Murten. Sie war von 2005 bis Ende 2017 Ersatzrichterin am Freiburger Kantonsgericht. Von 2010 bis 2012 gehörte sie dem Grossen Rat des Kantons Freiburg an.
Bei den Schweizer Parlamentswahlen 2011 belegte die Anwältin den ersten Ersatzplatz auf der SP-Liste. Sie wurde am 29. Mai 2012 als Nachfolgerin von Christian Levrat als Nationalrätin vereidigt. Sie gehörte der Kommission für Rechtsfragen NR (RK-NR) an. Bei den Gesamterneuerungswahlen 2015 scheiterte ihre Wiederwahl. 2017 konnte sie erneut in den Nationalrat nachrücken, als ihr Parteikollege Jean-François Steiert in die Freiburger Kantonsregierung gewählt wurde und als Nationalrat zurücktrat. Sie nahm Einsitz in die Finanzkommission des Nationalrates. Bei den Wahlen 2019 wurde sie im Amt bestätigt. Neben der Finanzkommission des Nationalrates nahm sie neu Einsitz in die Umwelt-, Raumplanungs- und Energiekommission des Nationalrates und in die Gerichtskommission. Als Mitglied der Finanzdelegation präsidierte sie diese im Jahr 2023. Bei den Wahlen 2023 wurde sie nicht wiedergewählt.
Im November 2023 wählte sie der Bundesrat zur Präsidentin der Eidgenössischen Kommission gegen Rassismus auf den 1. Januar 2024.
Sie ist Mitglied des Patronatskomitees von Aqua Viva und seit 2018 Präsidentin von Pro Natura.
Schneider Schüttel ist Rechtsanwältin. Sie ist verheiratet, hat zwei erwachsene Kinder und lebt in Murten.